# Павловское (Ростовский район)
Павловское — село Ростовского района Ярославской области, входит в состав сельского поселения Петровское.

## География
Расположено в 11 км на юг от посёлка Петровское и в 33 км на юг от Ростова, примыкает к посёлку Павлова Гора.

## История
Местный пятиглавый каменный храм с колокольней во имя Св. Димитрия Солунского и Св. Живоначальной Троицы построен прихожанами в 1819 году. До 1807 года в селе существовала деревянная церковь, которая сгорела с большей частью села. Во время этого пожара погибли все документы и старинные вещи. С 1880 года в Павловском была открыта сельская школа.
В конце XIX — начале XX вв. село входило в состав Карашской волости Ростовского уезда Ярославской губернии. В 1885 году в селе был 21 двор.
С 1929 года село входило в состав Любилковского сельсовета Ростовского района, в 1935—1959 годах — в составе Петровского района, с 2005 года — в составе сельского поселения Петровское.

## Население
| 1859 | 2007 | 2010 |
| ---- | ---- | ---- |
| 145  | ↘19  | ↘16  |

## Достопримечательности
В селе расположена недействующая церковь Троицы Живоначальной (1819).